# František Liegert

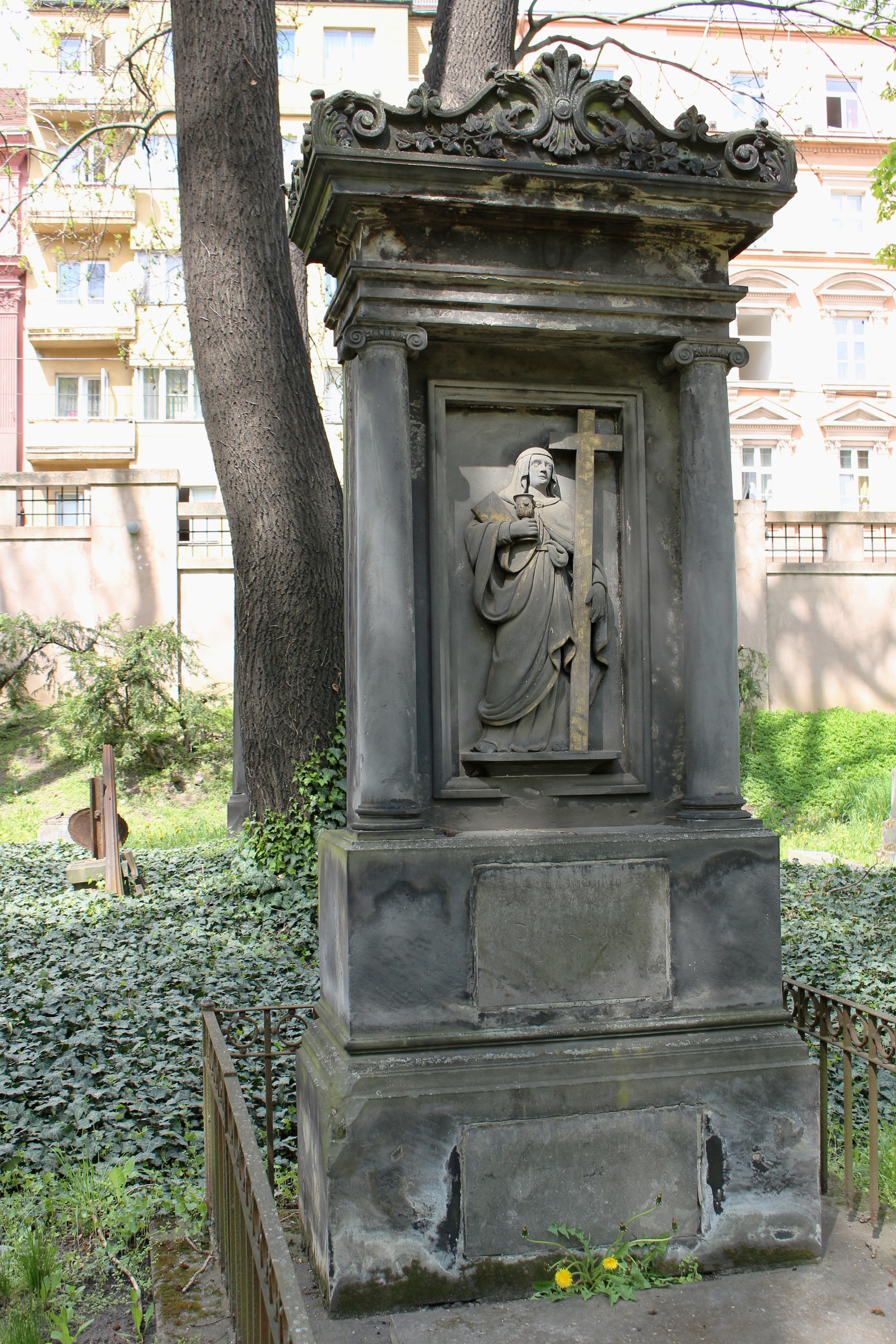
Náhrobek Franze a Rosy Liegertových

František Liegert (Franz Liegert) (5. června 1803 – 1. března 1881 Most, Rakousko-Uhersko) byl obchodník a ředitel Prozatímního divadla. Na pozici byl jmenován zemským výborem království Českého dne 28. březen 1864, kdy vystřídal Franze Thomého.  O rok později však zkrachoval  a vedení divadla opět převzal Thomé. 